# Tricharaea femoralis
Tricharaea femoralis är en tvåvingeart som först beskrevs av Ignaz Rudolph Schiner 1868.  Tricharaea femoralis ingår i släktet Tricharaea och familjen köttflugor. Inga underarter finns listade i Catalogue of Life.